# Lelczyk mały
Lelczyk mały (Chordeiles minor) − gatunek średniej wielkości ptaka z rodziny lelkowatych (Caprimulgidae).

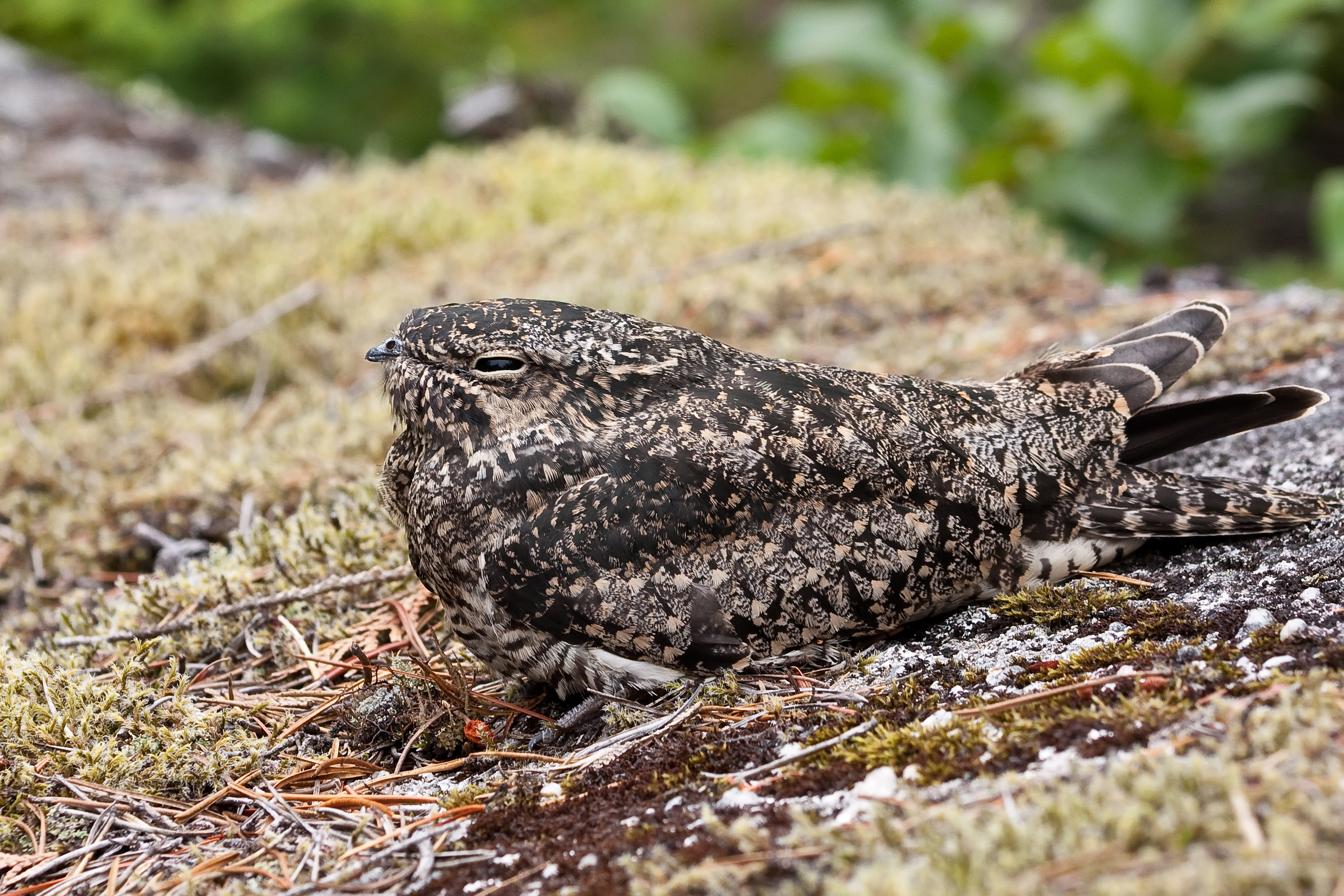

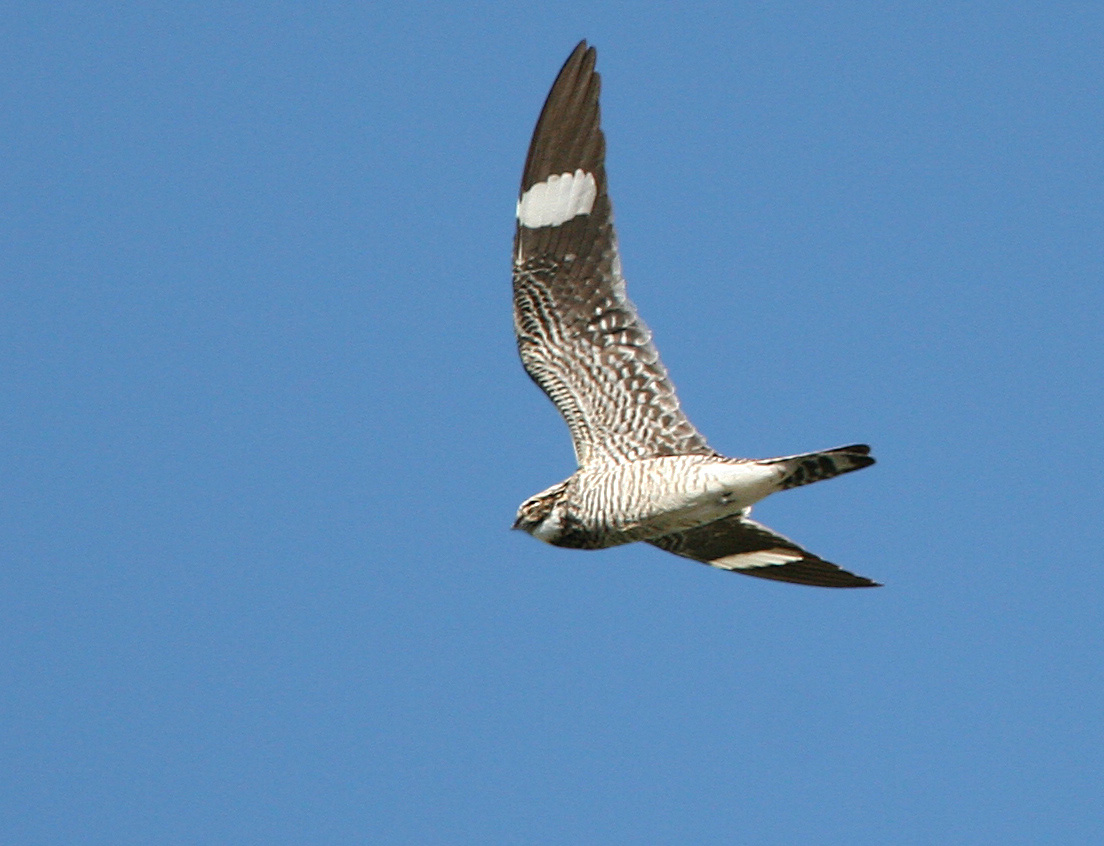
Lelczyk mały w locie, widoczne białe lusterka na skrzydłach

WyglądDługie, ostro zakończone skrzydła, białe lusterko na lotkach I rzędu. Wierzch ciała w plamki, spód w prążki; na gardle widoczna biała półobroża, przed końcem ogona biała, kontrastowa przepaska. Samce szaro-czarne, samice brązowawe, z płową półobrożą i lusterkiem, nie mają białej przepaski na ogonie. Młode mogą być bez półobroży.
Rozmiary
- długość ciała: 22–24 cm[5]
- rozpiętość skrzydeł: 53–57 cm[5]
- masa ciała: 65–98 g[5]

Zasięg, środowiskoTereny otwarte i luźne zadrzewienia w całej Ameryce Północnej, poza skrajnie północnymi obszarami. Zimuje w północnej i środkowej Ameryce Południowej.
ZachowanieŻeruje wieczorem oraz w nocy; obecność zdradza głosem. Podczas dnia odpoczywa, siedząc wzdłuż konarów drzew, na słupach ogrodzeniowych i dachach.
SystematykaDawniej uznawany za jeden gatunek z lelczykiem antylskim (C. gundlachii). Wyróżnia się 9 podgatunków C. minor:
- C. m. minor (J.R. Forster, 1771) – środkowa i południowa Kanada oraz środkowe i wschodnie USA
- C. m. hesperis Grinnell, 1905 – południowo-zachodnia Kanada i zachodnie USA
- C. m. sennetti Coues, 1888 – południowo-środkowa Kanada oraz środkowe i północno-środkowe USA
- C. m. howelli Oberholser, 1914 – zachodnio-środkowe USA
- C. m. henryi Cassin, 1855 – południowo-zachodnie USA i północno-środkowy Meksyk
- C. m. aserriensis Cherrie, 1896 – południowo-wschodni Teksas (południowo-środkowe USA) i północno-wschodni Meksyk
- C. m. chapmani Coues, 1888 – południowo-wschodnie USA
- C. m. neotropicalis Selander & Alvarez del Toro, 1955 – wschodni i południowy Meksyk
- C. m. panamensis Eisenmann, 1962 – Belize i Honduras do Panamy.

StatusMiędzynarodowa Unia Ochrony Przyrody (IUCN) uznaje lelczyka małego za gatunek najmniejszej troski (LC – Least Concern) nieprzerwanie od 1988 roku. W 2019 roku organizacja Partners in Flight szacowała liczebność światowej populacji na 23 miliony dorosłych osobników. Trend liczebności populacji uznaje się za spadkowy.